# Camponotus helleri
Camponotus helleri é uma espécie de inseto do gênero Camponotus, pertencente à família Formicidae.